# Lou Massenberg
Lou Noel Guy Massenberg (* 13. November 2000 in Berlin) ist ein deutscher Wasserspringer.

## Karriere
Bei den Europameisterschaften 2017 in Kiew, seinem ersten internationalen Wettkampf im Erwachsenenbereich, gewann der 16-jährige Massenberg gemeinsam mit Tina Punzel die Bronzemedaille vom 3-Meter-Brett. Im darauffolgenden Jahr siegte das Duo Punzel/Massenberg bei den Europameisterschaften in Glasgow ebenfalls vom 3-Meter-Brett. Im Team-Wettbewerb holte er mit Maria Kurjo die Silbermedaille.
Bei den Europameisterschaften 2019 in Kiew gewann Massenberg mit dem Team die Goldmedaille und gemeinsam mit Tina Punzel die Silbermedaille vom 3-Meter-Brett. Bei den Weltmeisterschaften 2019 in Guangju gewannen Punzel/Massenberg die Bronzemedaille im Mixed-Wettbewerb.
Bei den Europameisterschaften 2021 holte er erneut Silber im Mixed mit Tina Punzel vom 3-Meter-Brett, sowie Bronze im Team. 2022 folgte eine weitere Goldmedaille bei Europameisterschaften im Mixed vom 3-Meter-Brett.